# شاهزاده ولز

نشان پر شترمرغی شاهزادهٔ ولز. نوشتهٔ Ich Dien در پایین تاج جمله‌ای آلمانی به معنای «من خدمتگزارم» می‌باشد که نخستین بار در ۱۳۴۶ استفاده شده است و نشانگر وفاداری شاهزاده به شاه یا ملکه است.

شاهزاده ولز (به انگلیسی: Prince of Wales) عنوانی است که به بزرگ‌ترین پسر پادشاه یا ملکهٔ بریتانیا که قرار است پس از شاه یا ملکه به پادشاهی برسد اعطا می‌گردد. این عنوان نخستین بار در ۱۳۰۱ به ادوارد کِرنارْوِن (بعدتر شاه ادوارد دوم) اعطا شد. شاهزادهٔ ولز بنا بر سنت دو عنوان دیگر شامل دوک کورنوال (به انگلیسی: Duke of Cornwall) و ارل چستر (به انگلیسی: Earl of Chester) را نیز دریافت می‌کند که در این صورت همسر او لقب شاهدخت ولز (به انگلیسی: Princess of Wales)، دوشس کورنوال (به انگلیسی: Duchess of Cornwall) و کنتس چستر (به انگلیسی: Countess of Chester) را دریافت می‌کند. در حال حاضر، پرنس ویلیام، پسر پادشاه چارلز سوم، عنوان پرنس ولز را در بریتانیا دارد.